# 후안 그리스

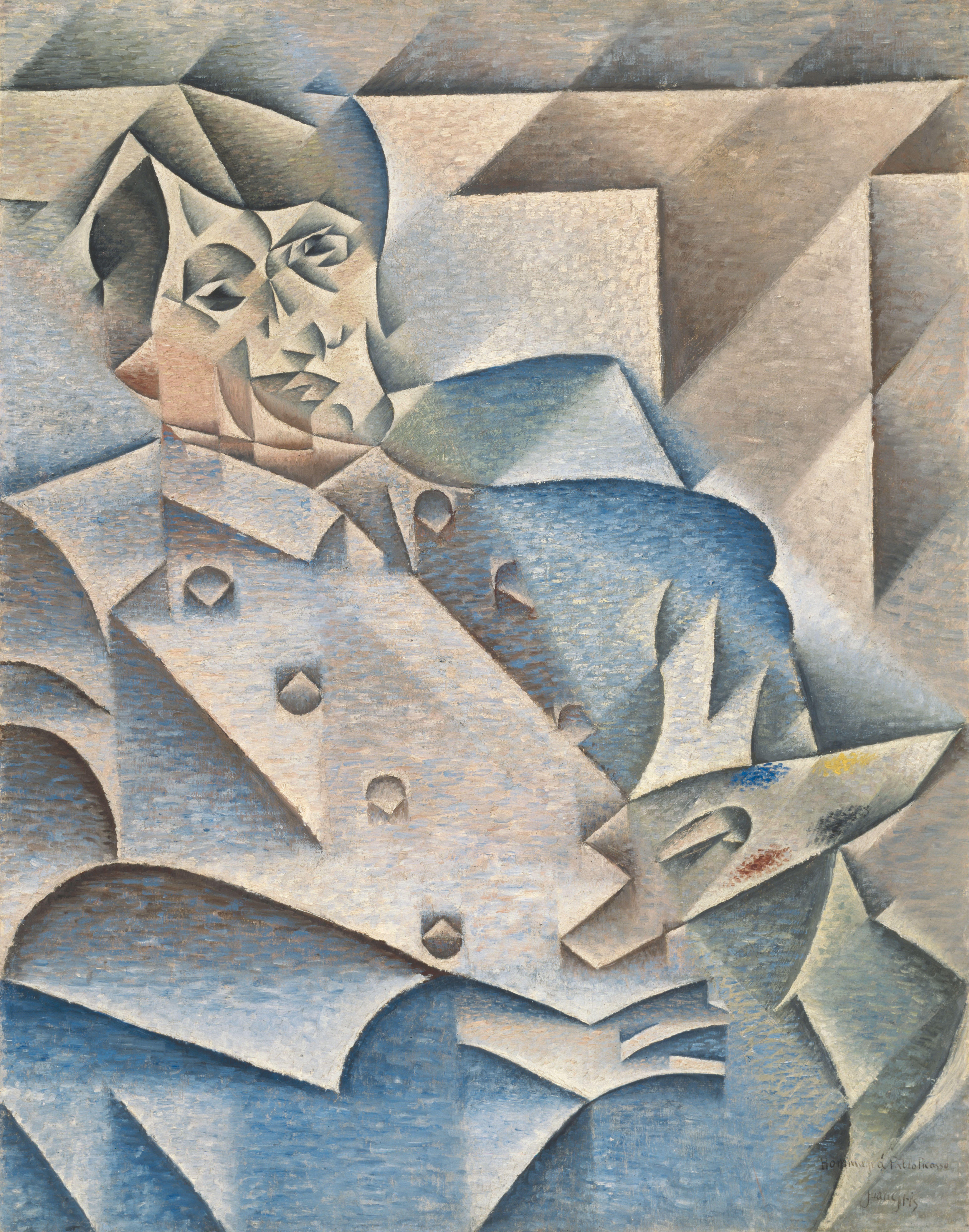
피카소의 초상화, 1912, 캔버스 유화, 시카고 미술관

호세 빅토리아노 (까멜로 카를로스) 곤잘레스-페레즈(José Victoriano (Carmelo Carlos) González-Pérez, 1887년 3월 23일~1927년 5월 11일는 후안 그리스(Juan Gris)로도 알려져 있으며, 그는 스페인의 화가로 삶 대부분을 프랑스에서 보내며 훌륭한 회화작품과 조각품을 남겼다. 그의 작품들은 예술계에 새로운 장르를 창출하는데 이바지하였다.

## 어린 시절
그리스는 스페인의 마드리드에서 태어나 1902년부터 1904년까지 마드리드에 있는 예술학교에 다니며 초자연주의 그림을 공부했다. 이 시기에 그는 지역잡지사에 그의 그림을 투고했다. 1904년부터 1905년까지 그는 요셉마리아 포네로(José Maria Carbonero)에서 아카데믹아티스트자격으로 수학하였다. 1905년에 들어서부터 그의 본명 호세 곤잘레스보다 필명인 후안 그리스로 더 잘 알려지기 시작했다.

## 중년기의 삶
1906년에 그는 파리로 이동하였으며 앙리 마티스와 조르주 브라크와 친구가 되었다. 1915년에는 그의 초상화가 아메데오 모딜리아니에 의하여 그려졌다. 파리에서 그는 다른 친구의 선두자이고 동료인 파블로 피카소를 따랐다. 비록 그는 르 리레 지에 우스운 그림을 그리기도 하였다. 하지만 1910년에 들어 그는 진중하게 그림을 그리기 시작하였으며 1912년에 이르러서는 그의 개인적인 입체파형을 만들었다.

## 죽음
1925년 10월 이후, 그리스는 빈번하게 요독증 발작과 심장병에 시달렸다. 그는 결국 신부전에 의해 파리의 불로뉴 - 쉬르 - 센에서 1927년 5월 12일에 그의 나이 40세에 그의 아내 조세트와 아들 조지스를 남기고 죽었다.

## 그림 가격
그의 작품 중 최고 경매가는 200억에 이를 정도였다. 이 그림(Livre, pipe et verres)은 그의 생전 1915년에 기록되었다.